# Tita Kovač
Tita Kovač Artemis, slovenska kemičarka, pisateljica in publicistka, * 18. september 1930, Novo mesto, † 11. marec 2016, Topolšica. 

## Življenjepis
Tita Kovač, poročena Artemis, je leta 1956 diplomirala na Kemijski fakulteti v Ljubljani in 1968 opravila izpit iz knjižničarstva. Od leta 1956 do 1963 je bila zaposlena na Kemijskem inštitutu Boris Kidrič v Ljubljani, nato pa je bila od 1963 do 1965 knjižničarka na FNT. Leta 1970 se je preselila v Grčijo.
Tita Kovač je bila nečakinja skladatelja Marjana Kozine.

## Literarna dela
Leta 1984 je izdala knjigo Kemiki skozi stoletja. Bolj znana pa je po dokumentarnih biografskih romanih o Žigi Zoisu Najbogatejši Kranjec ( 1979), Janezu Bleiweisu Slovenski oratar (1990), Janezu Vajkardu Valvazorju Spomini barona Valvasorja (1973]) in Ioannisa Kapodistriasa Grški feniks (2003) - o življenju Kapodistriasa (1776 - 1831) prvega grškega predsednika.